# Prima Divisione Calabria 1946-1947
Fu il quarto livello del campionato italiano di calcio e la 24ª edizione della Prima Divisione nonostante il declassamento subito da quando fu istituita. Il campionato fu organizzato e gestito dalle Leghe Regionali che emanavano autonomamente anche le promozioni in Serie C e le retrocessioni.
La Prima Divisione fu il massimo campionato regionale di calcio disputato in Calabria nella stagione 1946-1947.

## Girone unico

### Squadre partecipanti
| Club                 | Città (provincia)                       | Stagione precedente |
| -------------------- | --------------------------------------- | ------------------- |
| A.C. Amantea (-1)    | Amantea (CS)                            |                     |
| A.C. Audace          | San Marco Argentano (CS)                |                     |
| U.S. Bagnarese       | Bagnara Calabra (RC)                    |                     |
| A.S. Bovalinese (-6) | Bovalino (RC)                           |                     |
| S.S. Calcementi (-2) | Vibo Valentia (Quart. Vibo Marina) (CZ) |                     |
| U.S. Castrovillari   | Castrovillari (CS)                      |                     |
| Corsaro (-4)         | Reggio Calabria                         |                     |
| A.S. Cremissa        | Cirò Marina (CZ)                        |                     |
| Juventina Locri      | Locri (RC)                              |                     |
| U.S. Gioiese         | Gioia Tauro (RC)                        |                     |
| Montecatini          | Crotone (CZ)                            |                     |
| A.S. Rizziconi       | Rizziconi (RC)                          |                     |
| A.C. Rossanese       | Rossano (CS)                            |                     |
| Santa Caterina       | Reggio Calabria                         |                     |
| U.S. Vigor Nicastro  | Nicastro (CZ)                           |                     |

### Classifica finale
|  | Pos. | Squadra         | Pt | G  | V | N | P | GF | GS | DR |
|  | ---- | --------------- | -- | -- | - | - | - | -- | -- | -- |
|  | 1.   | Vigor Nicastro  | ?? | 28 |   |   |   |    |    |    |
|  | 2.   | Rossanese       | ?? | 28 |   |   |   |    |    |    |
|  | 3.   | Bovalinese (-6) | ?? | 28 |   |   |   |    |    |    |
|  | 4.   | ???             | ?? | 28 |   |   |   |    |    |    |
|  | 5.   | ???             | ?? | 28 |   |   |   |    |    |    |
|  | 6.   | Castrovillari   | ?? | 28 |   |   |   |    |    |    |
|  | 7.   | ???             | ?? | 28 |   |   |   |    |    |    |
|  | 8.   | ???             | ?? | 28 |   |   |   |    |    |    |
|  | 9.   | ???             | ?? | 28 |   |   |   |    |    |    |
|  | 10.  | ???             | ?? | 28 |   |   |   |    |    |    |
|  | 11.  | ???             | ?? | 28 |   |   |   |    |    |    |
|  | 12.  | ???             | ?? | 28 |   |   |   |    |    |    |
|  | 13.  | ???             | ?? | 28 |   |   |   |    |    |    |
|  | 14.  | ???             | ?? | 28 |   |   |   |    |    |    |
|  | 15.  | ???             | ?? | 28 |   |   |   |    |    |    |

Legenda:
      Promosso in Serie C 1947-1948.
Regolamento:
Due punti a vittoria, uno a pareggio, zero a sconfitta.
Pari merito in caso di pari punti.
Note:
La Bovalinese è finita al primo posto, che arride alla Vigor Nicastro, grazie alla penalizzazione di sei punti infligidi ai bovalinesi per il tesseramento del calciatore Meledandri essere considerato irregolare.

### Giornali
- Archivio della Gazzetta dello Sport, stagione 1946-1947, consultabile presso le Biblioteche:
  - Biblioteca Nazionale Braidense di Milano,
  - Biblioteca Nazionale Centrale di Firenze,
  - Biblioteca Nazionale Centrale di Roma,
  - Biblioteca Civica Berio di Genova,
  - Biblioteca Civica di Torino Archiviato il 27 dicembre 2009 in Internet Archive.;
  - e presso Emeroteca del C.O.N.I. di Roma (non è online ma è da consultare in sede).

### Libri
- Enzo Dicembre, Rocco La Cava, Vincenzo Marzano, Vincenzo Orlando e Franco Vottari, Bovalino - Cent'anni di passione, Reggio Calabria, Città del Sole Edizioni S.a.s., luglio 2011.